# George Murphy
George Lloyd Murphy, född 4 juli 1902 i New Haven, Connecticut, död 3 maj 1992 i Palm Beach, Florida, var en artist och politiker från USA, republikansk senator för Kalifornien 1965-1971. Han har varit föremål för satir i en sång av Tom Lehrer.
Murphy studerade vid Yale University. Han flyttade 1935 till Hollywood och var med i 45 filmer.
Murphy var ordförande för republikanerna i Kalifornien 1953-1954. Han besegrade sittande senatorn Pierre Salinger i senatsvalet 1964. Han kandiderade sex år senare till omval men besegrades av demokraternas kandidat John V. Tunney.
Muprhy var katolik. Han avled i leukemi.
Han var ordförande för fackföreningen Screen Actors Guild 1944–1946.